# Goliathus regius
Espèce
Goliathus regius, ou scarabée royal Goliath, ou « von-von » est une espèce de coléoptères en voie de disparition appartenant à la famille des Scarabaeidae,.

## Description
Goliathus regius est très similaire à Goliathus goliatus à la fois par ses caractéristiques de structure et de couleur. C'est l'une des plus grandes espèces du genre Goliathus, avec une longueur de corps d'environ 50 à 110 millimètres chez les mâles. Le corps est large et plat. Les élytres sont de couleur blanchâtre avec un schéma complexe de taches noires, et le prothorax (bouclier thoracique) porte une grande bande noire longitudinale. La tête porte une corne noire en forme de Y chez les mâles, utilisée dans des combats avec d'autres mâles. Les pattes sont longues, puissantes, noires. Les femelles ont deux pointes à l'extérieur des pattes. Malgré leur grand corps, ces coléoptères volent bien. Ils ont une seconde paire d'ailes large et membraneuse. Lorsqu'elles ne sont pas en cours d'utilisation, ces ailes sont maintenues complètement pliées sous les élytres. Ces coléoptères se nourrissent principalement de la sève des arbres et de fruits.

## Cycle de vie
Les larves vivent dans le sol et ont besoin d'un régime riche en protéines, car elles grandissent très rapidement. En captivité, elles peuvent manger de la nourriture commerciale pour chat ou pour chien. Même sous des conditions optimales, les larves mettront environ 4 mois pour arriver à maturité, ce qui correspond à la durée de la saison des pluies. Les larves peuvent atteindre une longueur de 130 mm et un poids d'environ 100 g. Lorsque la taille maximale est atteinte, la larve construit un cocon dans laquelle elle effectue sa métamorphose (la nymphose). Elle passe la majeure partie de la saison sèche sous cette forme. En captivité, les adultes peuvent vivre plus d'un an, mais la vie en liberté est probablement beaucoup plus courte.

## Distribution
Cette espèce est présente dans l'ouest de l'Afrique équatoriale, Burkina Faso, Ghana, Guinée, Côte d'Ivoire, Nigeria et Sierra Leone,.
Le Goliathus regius et le Goliathus cacicus sont en voie d'extinction en Côte d’Ivoire, en raison de la déforestation et de l’utilisation de pesticides.

## Galerie

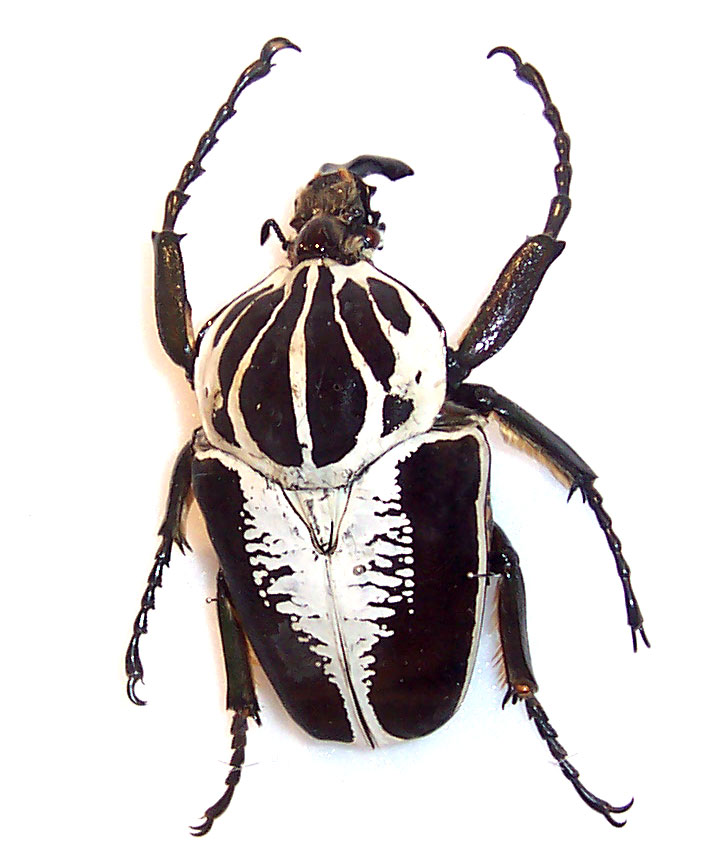
Goliathus regius
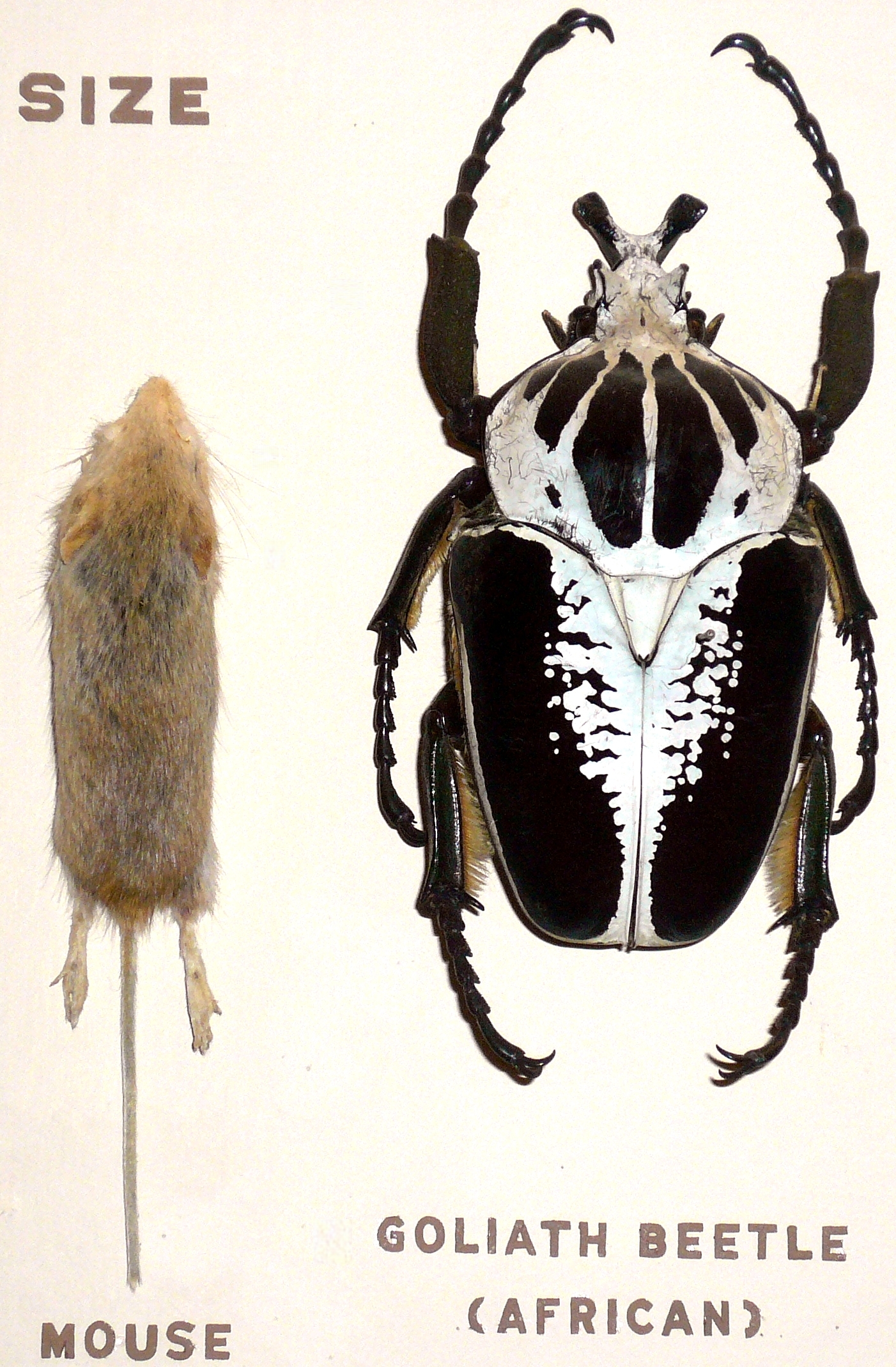
Une souris et un Goliathus regius, au musée Field de Chicago.
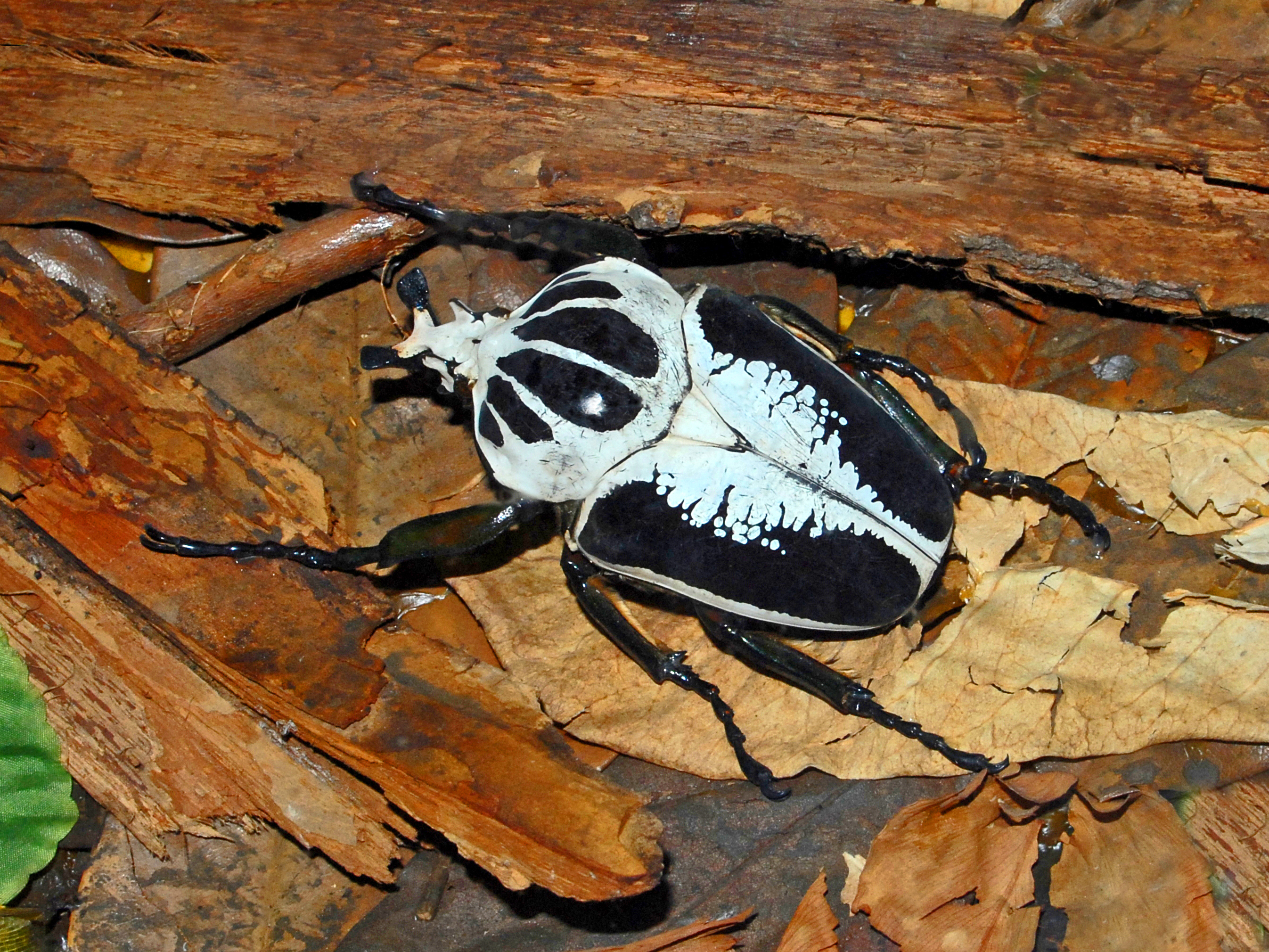
Goliathus regius mâle exposé au Museo Civico di Storia Naturale de Milan

## Synonymes
- Goliathus basilewskyi Endrödi, 1960[8]
- Goliathus balthasari Endrödi, 1960[8]
- Goliathus arrowi Endrödi, 1960[8]
- Goliathus tesari Endrödi, 1960[8]
- Goliathus brittoni Endrödi, 1960[8]
- Goliathus ruteri Endrödi, 1960[8]
- Goliathus freyi Endrödi, 1960[8]
- Goliathus sjoestedti Endrödi, 1960[8]
- Goliathus brincki Endrödi, 1960[8]
- Goliathus moseri Endrödi, 1960[8]
- Goliathus marshalli Endrödi, 1960[8]
- Goliathus machatschkei Endrödi, 1960[8]
- Goliathus landini Endrödi, 1960[8]
- Goliathus miksici Endrödi, 1960[8]
- Goliathus janssensi Endrödi, 1960[8]
- Goliathus moellenkampi Endrödi, 1960[8]
- Goliathus burgeoni Endrödi, 1960[8]
- Goliathus pauliani Endrödi, 1960[8]
- Goliathus clementi Endrödi, 1960[8]
- Goliathus freudei Endrödi, 1960[8]
- Goliathus grebenscikovi Endrödi, 1960[8]
- Goliathus africanus Castelnau, 1840[9]
- Goliathus giganteus MacLeay, 1838[10]
- Goliathus druryi Westwood, 1837[11]